# Софія Шарлотта Бранденбург-Байройтська
Софія Шарлотта Альбертіна Бранденбург-Байройтська (нім. Sophie Charlotte Albertine von Brandenburg-Bayreuth, 27 липня 1713 — 2 березня 1747) — представниця династії Гогенцоллернів XVIII сторіччя, донька маркграфа Бранденбург-Байройту Георга Фрідріха та принцеси Шлезвіг-Гольштейн-Зондербург-Бекської Доротеї, дружина герцога Саксен-Веймару та Саксен-Айзенаху Ернста Августа I.

## Біографія
Народилась 27 липня 1713 року у Веферлінгені. Була четвертою дитиною та другою донькою в сім'ї принца Бранденбург-Байройтського Георга Фрідріха та його дружини Доротеї Шлезвіг-Гольштейн-Зондербург-Бекської. Мала старшу сестру Софію Крістіану та братів Фрідріха й Вільгельма Ернста. За рік родина поповнилася молодшою донькою Вільгельміною Софією. Мешкала родина у Веферлінгенському палаці під Магдебургом.
У грудні 1716 року шлюб батьків було розірвано із зазначенням причини «подружня невірність дружини». Наступні вісімнадцять років матір Софії Шарлотти провела в ув'язненні у різних фортецях, доки у 1734 не була вивезена до Швеції. Діти виховувалися бабусею.
У грудні 1726 року батько успадкував від родича маркграфство Бранденбург-Байройт.

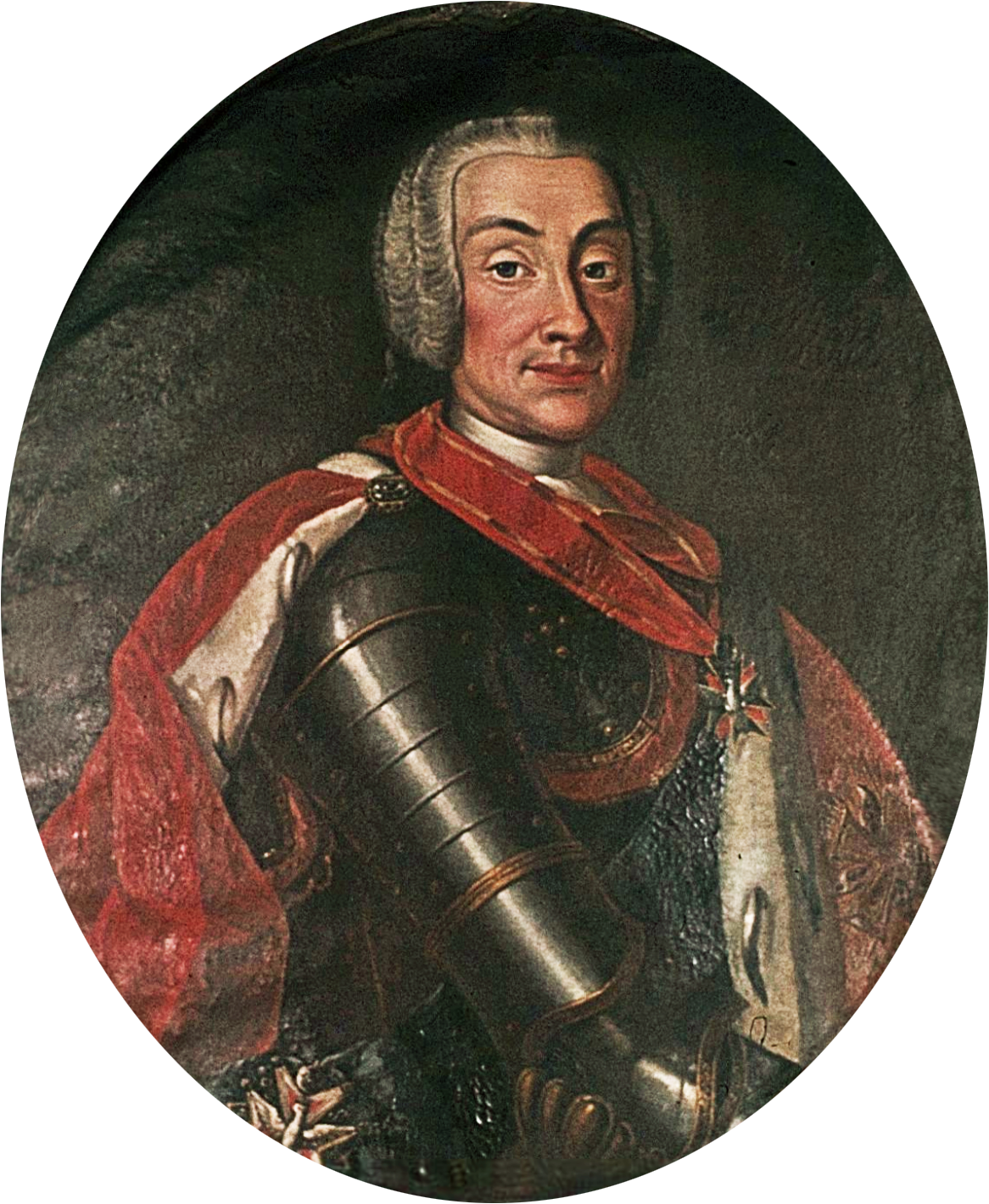
Портрет Ернста Августа пензля невідомого майстра

У 20-річному віці Софія Шарлотта стала дружиною герцога Саксен-Веймару Ернста Августа I. Правитель був удівцем і не збирався одружуватись, маючи чотирьох дітей та віддаючи перевагу вільному життю разом зі своїм гаремом. Втім, після смерті єдиного сина у 1732 році, ситуація змінилась, оскільки Саксен-Веймар потребував спадкоємця. Весілля відбулося 7 квітня 1734 року у Байройті. У подружжя народилося четверо дітей.
У 1741 році Ернст Август став також правлячим герцогом Саксен-Ейзенаху. Пристрасний мисливець, він переїхав до Ейзенаху, де розташовувались чималі лісові угіддя. Правителем був марнотратним, його ексатравагантні вчинки призвели до банкрутства країни.
Софія Шарлотта померла 2 березня 1747 року в Ільменау. Була похована в місцевій церкві Святого Якова. Чоловік пережив її на десять місяців.

## Родина
Чоловік —  Ернст Август I
Діти:
- Карл Август (1735—1736) — прожив півтора роки;
- Ернст Август (1737—1758) — герцог Саксен-Веймару та Саксен-Ейзенаху у 1748—1758 роках, був одруженим з брауншвейзькою принцесою Анною Амалією, мав двох синів;
- Ернестіна (1740—1786) — дружина герцога Саксен-Гільдбурггаузенського Ернста Фрідріха III, мала трьох дітей;
- Ернст Адольф (1741 або 1742—1743) — помер в ранньому віці.